# Takoucht
Takoucht  (in arabo تاكوشت‎?) è un centro abitato e comune rurale del Marocco situato nella provincia di Essaouira, regione di Marrakech-Safi. Conta una popolazione di 4 312 abitanti (censimento 2014).